# Bournainville-Faverolles
Bournainville-Faverolles település Franciaországban, Eure megyében. Lakosainak száma 486 fő (2022. január 1.). Bournainville-Faverolles Drucourt, Duranville, Malouy, Saint-Vincent-du-Boulay és Saint-Martin-du-Tilleul községekkel határos.

## Népesség
A település népességének változása:
| Lakosok száma | 203  | 380  | 441  | 352  | 444  | 472  | 483  | 478  | 482  | 486  |
|               | 1968 | 1982 | 1990 | 2006 | 2013 | 2015 | 2017 | 2019 | 2020 | 2022 |